# 合兴街道
合兴街道，原为合兴镇，是中华人民共和国重庆市梁平区下辖的一个乡镇级行政单位。2020年7月，撤镇设街道，现区划代码为500155003。

## 行政区划
合兴街道下辖以下地区：
大梨村、合兴村、银恒村、南普村、天龙村、龙滩村、雨家村和护城村。